# ناوكي تاناكا (لاعب كرة قدم)
ناوكي تاناكا (29 مارس 1993 بهانان في اليابان - ) هو لاعب كرة قدم ياباني في مركز الهجوم.

## وصلات خارجية
- ناوكي تاناكا على موقع رابطة كرة القدم اليابانية للمحترفين (اليابانية)
- ناوكي تاناكا على موقع قاعدة بيانات كرة القدم.إي يو (الإنجليزية)
- ناوكي تاناكا على موقع Soccerway.com (الإنجليزية)
- ناوكي تاناكا على موقع عالم كرة القدم.نت (الإنجليزية)